# Sainte-Solange
Sainte-Solange ist eine französische Gemeinde mit 1.114 Einwohnern (Stand: 1. Januar 2022) im Département Cher in der Region Centre-Val de Loire. Sie gehört zum Arrondissement Bourges und zum Kanton Saint-Germain-du-Puy.

## Geografie
Etwa zehn Kilometer ostnordöstlich von Bourges gelegen befindet sich Sainte-Solange in der Champagne berrichonne. Das Gemeindegebiet wird von den Flüssen Colin und Ouatier durchquert. 
Umgeben wird Sainte-Solange von den Nachbargemeinden Les Aix-d’Angillon im Norden, Rians im Nordosten, Brécy im Osten, Nohant-en-Goût im Südosten und Süden, Moulins-sur-Yèvre im Süden, Saint-Germain-du-Puy im Südwesten, Saint-Michel-de-Volangis im Westen sowie Soulangis im Nordwesten.

## Bevölkerungsentwicklung
| Jahr                       | 1962 | 1968 | 1975 | 1982 | 1990 | 1999 | 2010 | 2019 |
| Einwohner                  | 668  | 594  | 846  | 1009 | 1257 | 1304 | 1180 | 1126 |
| Quellen: Cassini und INSEE |      |      |      |      |      |      |      |      |

## Sehenswürdigkeiten

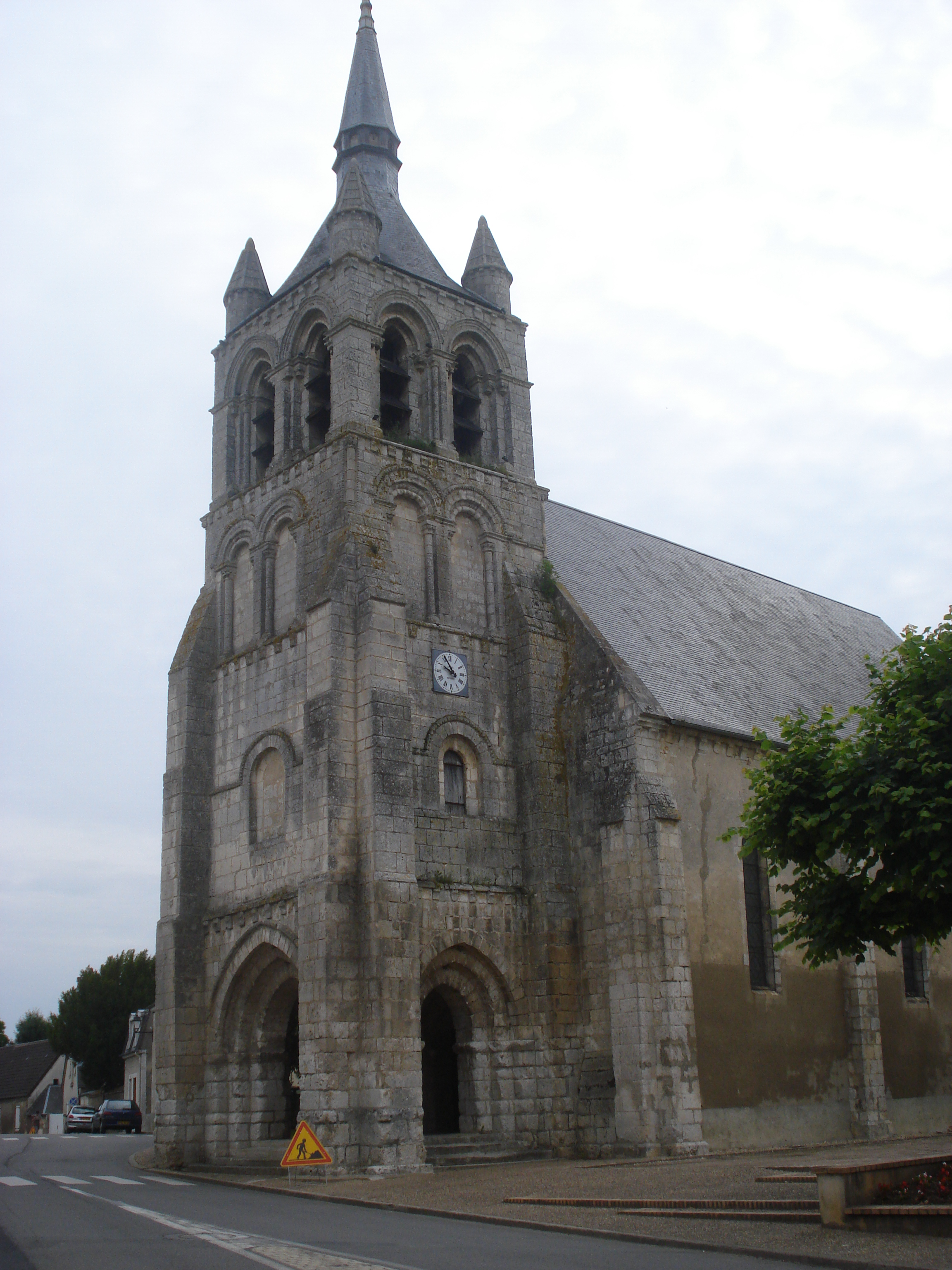
Kirche Sainte-Solonge

- Kirche Sainte-Solange aus dem 12. Jahrhundert, um 1600 restauriert, Monument historique seit 1913 (siehe auch: Liste der Monuments historiques in Sainte-Solange)
- Kapelle Sainte-Solange
- Waschhaus